# Cyclommatus websteri
Cyclommatus websteri là một loài bọ cánh cứng trong họ Lucanidae. Loài này được De Lisle mô tả khoa học năm 1980.